# Alexey Shved
Alexey Viktorovich Shved (russo: Алексей Викторович Швед), também conhecido por Aleksey Shved, (Belgorod, 6 de dezembro de 1988), é um basquetebolista profissional russo que atualmente joga pelo BC Khimki na Liga Russa de Basquetebol e Euroliga. Shved possui 1,98 m (6 ft 6 in) e pesa 86 kg (190 lb). Atua na posição Armador e conquistou a Medalha de Bronze com a Seleção Russa de Basquetebol nos Jogos Olimpicos de Verão de 2012 em Londres e no EuroBasket de 2011 na Lituânia.

## Biografia
Alexey Shved iniciou a prática do basquetebol ainda no colégio. Seu primeiro clube profissional foi o CSKA Moscou, clube que o jogador defendeu por seis temporadas e conquistou um título da Euroliga na temporada 2007-2008 e os títulos da VTB United League nas temporadas de 2008 e 2011-2012.
Durante suas participações em competições para categorias de base em solo europeu, alcançou notórias médias de pontuação e outros fundamentos, como os 18,9 pontos por partida, 3,4 rebotes por partida e 3 assistências assinalados no Campeonato Europeu Sub-20 de 2008 em Riga. Com este retrospecto e tratado como estrela em ascensão, foi mantido na Rússia e para manter mais minutos por partida foi emprestado para dois rivais do CSKA, o BC Khimki e o Dynamo Moscou pelo qual ele disputou uma Eurocup, sendo que a equipe moscovita se despediu da competição sem vencer nenhum jogo.
No dia 25 de julho de 2012, quatro dias antes de estrear com a Seleção Russa nos Jogos Olímpicos de Verão de 2012, assinou contrato com o Minnesota Timberwolves como "free agent" pela cifra de U$ 9.450.000 por três temporadas. Na primeira temporada na franquia de Minneapolis, Shved iniciou 16 jogos em 77 partidas disputadas, com 1840 minutos e média de 23,9 minutos por partida. Em 23 de agosto de 2014, Shved foi negociado num negócio no qual três clubes foram envolvidos, Cleveland Cavaliers, Philadelphia 76ers e o Minnesota Timberwolves, onde Shved e o veterano Luc Mbah a Moute foram para o Philadelphia 76ers juntamente com o direito de ser o primeiro a escolher no Draft de 2015, o Cleveland Cavaliers recebeu Kevin Love do Minnesota Timberwolves que receberam Andrew Wiggins, Anthony Bennett e Thaddeus Young do Philadelphia 76ers.